# 13313 Kathypeng
13313 Kathypeng este o planetă minoră (asteroid) din centura de asteroizi. A fost descoperită pe 14 septembrie 1998 la Magdalena Ridge Observatory⁠(d) de Lincoln Near-Earth Asteroid Research. 
Obiectul prezintă o orbită caracterizată de o semiaxă mare de 3,1579196 UAi, o excentricitate de 0,13, o înclinație de 4,82374 ° în raport cu ecliptica.